# Алибей
Алибей (на турски: Alibey) е квартал в район Силиври във вилает Истанбул, Турция. Намира се югоизточно от центъра на града, граничи с магистрала D-100 на север. Към 2019 г. населението на квартала е 18 114 души.
Кварталът носи името си от несъществуваща вече джамия Алибей. Историческата джамия в Силиври е разрушена от нахлуващите български войски в Княжество България по време на Руско-турската война (1877 – 1878).
Обществените сгради и места в Aлибей са: централните обслужващи сгради на район Силиври (бул. „Tургут Йозал“), съдебната палата (бул. „Tургут Йозал“), щабът на жандармерията на район Силиври (ул. „Четин“), и гробището Силиври (ул. „Акгюн Силиври“).

## Население
Към 2019 г. 9 160 (50,6%) жени и 8 954 (49,4%) мъже живеят в Алибей.

## Образование
Шест училища се намират в Aлибей.

### Държавни училища
- Piri Mehmet Paşa İlkokulu (Начално училище)
- Gazi İmam Hatip Ortaokulu (Средно училище Имам Хатип)
- Силиври Ортаокулу (Средно училище)
- Silivri Anadolu Lisesi (Анадолска гимназия)

### Частни училища
- Özel Mektebim Koleji Silivri Fen Lisesi (Научна гимназия)
- Özel Silivri Sınav Koleji Anadolu Lisesi (Анадолска гимназия)

## Спорт
Женският футболен клуб „Aлибейспор“ се състезава в Турската трета лига за жени.

## Здравеопазване
Частната болница Silivri Özel Kolan Hastanesi (бул. „Tургут Йозал“) се намира в Алибей.